# Benedetto Giustiniani
Benedetto Giustiniani (ur. 5 czerwca 1554 na Chiosie, zm. 27 marca 1621 w Rzymie) – włoski kardynał.

## Życiorys
Urodził się 5 czerwca 1554 roku na wyspie Chios, jako syn Giuseppego i Girolamy Giustinianich. Studiował na uniwersytetach w Perugii, Padwie i Genui, gdzie uzyskał doktorat utroque iure. Następnie został referendarzem Najwyższego Trybunału Sygnatury Apostolskiej i klerykiem Kamery Apostolskiej. 16 listopada 1586 roku został kreowany kardynałem diakonem i otrzymał diakonię San Giorgio in Velabro. W okresie 1589–1590 pełnił rolę prokamerlinga, zastępując nieobecnego Enrica Caetaniego. Był członkiem komisji kardynalskiej, mającej zatwierdzić regułę adornistów. Dzięki poparciu Henryka IV został wiceprotektorem Francji. Pełnił rolę prefekta Najwyższego Trybunału Sygnatury Łaski, a przed 1591 rokiem przyjął święcenia kapłańskie. 7 stycznia 1591 roku został podniesiony do rangi kardynała prezbitera i otrzymał kościół tytularny San Marcello. Jednocześnie został legatem w Marchii Ankońskiej, a następnie w Bolonii. 4 czerwca 1612 roku został podniesiony do rangi kardynała biskupa i otrzymał diecezję suburbikarną Palestrina, a 2 lipca przyjął sakrę. W 1615 roku został subdziekanem Kolegium Kardynalskiego. Zmarł 27 marca 1621 roku w Rzymie.